# 格蘭德利奇 (密歇根州)
格蘭德利奇（英語：Grand Ledge）是一個位於美國密西根州克林頓縣和伊頓縣的城市。

## 人口
根據2020年美國人口普查的數據，格蘭德利奇的面積為10.19平方千米，當中陸地面積為9.94平方千米，而水域面積為0.25平方千米。當地共有人口7784人，而人口密度為每平方千米764人。